# Егнаташвілі Олександр Якович
Егнаташвілі Олександр Якович (23 травня 1887 або 28 травня 1887 , Горі, Тифліська губернія  — 31 грудня 1948 , Горі ) — борець, ресторатор-непман, потім співробітник НКВС, заступник начальника охорони Й. В. Сталіна, генерал-лейтенант (09.07.1945).

## Біографія
Син Якова Григоровича Егнаташвілі, на якого працювала мати Сталіна. Після закінчення реального училища, батько послав Сашико для продовження навчання до Москви, де він став професійним борцем і виступав у цирку.
Потім батько забезпечив його початковим капіталом і відправив у Баку. У Баку Олександр Якович зумів заробити капітал на торгівлі вином і повернувся в Тифліс.
Після згортання НЕП тимчасово перебував під арештом. Після звільнення — на службі в комендатурі Кремля, особистий кухар-дегустатор керівника СРСР. У 1930-ті працював директором Будинку відпочинку в Форосі в Криму. Похований з великими почестями в Горі ще за життя Сталіна.